# ستيف ليت
ستيف ليت (بالإنجليزية: Steve Litt)‏ هو لاعب كرة قدم ومدرب كرة قدم بريطاني في مركز الدفاع، ولد في 21 مايو 1954 في City of Carlisle ‏ في المملكة المتحدة. لعب مع سان خوزيه إيرث كويكس ونادي لوتون تاون ونورثامبتون تاون.